# Dolaczko

Herb szlachecki Dolaczko

Dolaczko – polski herb szlachecki z nobilitacji.

## Opis herbu
W polu czerwonym za działem złotym na lawecie czarnej – mąż zbrojny stojący z pióropuszem na hełmie i lontem zapalonym w lewej dłoni. W klejnocie pięć piór strusich.

## Najwcześniejsze wzmianki
Herb nadany 9 lutego 1580 razem z przywilejem nobilitacji Markowi Dolaczko, który pochodził z Siedmiogrodu i przybył do Polski ze Stefanem Batorym. Szlachectwo dla tego rodu potwierdzono 20 grudnia 1794.

## Herbowni
Dolaczko.